# The Essential Billy Joel
The Essential Billy Joel je kompilacijski album Billyja Joela, ki je izšel pri založbi Sony BMG, 2. oktobra 2001 in je prejel trikratni platinast certifikat. Hkrati je izšel tudi video album The Essential Video Collection, ki vsebuje Joelove najpopularnejše videospote.
26. avgusta 2008 je izšel The Essential 3.0, ki je poleg dveh diskov vseboval še tretji disk z dodatnimi skladbami.

## Seznam skladb
Vse skladbe je napisal Billy Joel.

### Disk 1
| Št. | Naslov                                            | Originalni album                                                    | Dolžina |
| --- | ------------------------------------------------- | ------------------------------------------------------------------- | ------- |
| 1.  | „Piano Man‟                                       | Piano Man, 1973                                                     | 5:36    |
| 2.  | „You're My Home‟                                  | Piano Man                                                           | 3:11    |
| 3.  | „Captain Jack‟                                    | Piano Man                                                           | 7:16    |
| 4.  | „The Entertainer‟                                 | Streetlife Serenade, 1974                                           | 3:39    |
| 5.  | „Say Goodbye to Hollywood‟                        | Turnstiles, 1976                                                    | 4:36    |
| 6.  | „Miami 2017 (Seen the Lights Go Out on Broadway)‟ | Turnstiles                                                          | 5:12    |
| 7.  | „New York State of Mind‟                          | Turnstiles                                                          | 6:02    |
| 8.  | „She's Always a Woman‟                            | The Stranger, 1977                                                  | 3:19    |
| 9.  | „Movin' Out (Anthony's Song)‟                     | The Stranger                                                        | 3:27    |
| 10. | „Only the Good Die Young‟                         | The Stranger                                                        | 3:53    |
| 11. | „Just the Way You Are‟                            | The Stranger                                                        | 4:48    |
| 12. | „Honesty‟                                         | 52nd Street, 1978                                                   | 3:51    |
| 13. | „My Life‟                                         | 52nd Street                                                         | 4:42    |
| 14. | „It's Still Rock and Roll to Me‟                  | Glass Houses, 1980                                                  | 2:57    |
| 15. | „You May Be Right‟                                | Glass Houses                                                        | 4:11    |
| 16. | „Don't Ask Me Why‟                                | Glass Houses                                                        | 2:57    |
| 17. | „She's Got a Way (v živo)‟                        | Songs in the Attic, 1981; prvotno z albuma Cold Spring Harbor, 1971 | 2:59    |
| 18. | „Allentown‟                                       | The Nylon Curtain, 1982                                             | 3:50    |

### Disk 2
| Št. | Naslov                                 | Originalni album            | Dolžina |
| --- | -------------------------------------- | --------------------------- | ------- |
| 1.  | „Goodnight Saigon‟                     | The Nylon Curtain           | 7:02    |
| 2.  | „An Innocent Man‟                      | An Innocent Man, 1983       | 5:18    |
| 3.  | „Uptown Girl‟                          | An Innocent Man             | 3:14    |
| 4.  | „The Longest Time‟                     | An Innocent Man             | 3:36    |
| 5.  | „Tell Her About It‟                    | An Innocent Man             | 3:49    |
| 6.  | „Leave a Tender Moment Alone‟          | An Innocent Man             | 3:51    |
| 7.  | „A Matter of Trust‟                    | The Bridge, 1986            | 4:08    |
| 8.  | „Baby Grand‟ (Duet z Rayjem Charlesom) | The Bridge                  | 4:03    |
| 9.  | „I Go to Extremes‟                     | Storm Front, 1989           | 4:20    |
| 10. | „We Didn't Start the Fire‟             | Storm Front                 | 4:48    |
| 11. | „Leningrad‟                            | Storm Front                 | 4:03    |
| 12. | „The Downeaster "Alexa"‟               | Storm Front                 | 3:42    |
| 13. | „And So It Goes‟                       | Storm Front                 | 3:36    |
| 14. | „The River of Dreams‟                  | River of Dreams, 1993       | 4:06    |
| 15. | „All About Soul (Remix)‟               | River of Dreams             | 5:57    |
| 16. | „Lullabye (Goodnight, My Angel)‟       | River of Dreams             | 3:30    |
| 17. | „Waltz no. 1 (Nunley's Carousel)‟      | Fantasies & Delusions, 2001 | 6:52    |
| 18. | „Invention in C minor‟                 | Fantasies & Delusions       | 0:59    |

### Disk 3
| Št. | Naslov                              | Originalni album  | Dolžina |
| --- | ----------------------------------- | ----------------- | ------- |
| 1.  | „Worse Comes to Worst‟              | Piano Man         | 3:13    |
| 2.  | „Prelude/Angry Young Man‟           | Turnstiles        | 5:16    |
| 3.  | „Scenes from an Italian Restaurant‟ | The Stranger      | 7:34    |
| 4.  | „Big Shot‟                          | 52nd Street       | 4:02    |
| 5.  | „All for Leyna‟                     | Glass Houses      | 4:12    |
| 6.  | „Pressure‟                          | The Nylon Curtain | 4:39    |
| 7.  | „This Is the Time‟                  | The Bridge        | 4:59    |

## Lestvice
| Lestvica (2001)   | Mesto |
| ----------------- | ----- |
| ZDA Billboard 200 | 29    |
| Lestvica (2008)   | Mesto |
| Avstralija        | 50    |
| Nova Zelandija    | 14    |
| Lestvica (2013)   | Mesto |
| Irska             | 66    |
| ZDA Billboard 200 | 15    |

### Certifikati
| Regija                    | Certifikat   | Prodaja   |
| ------------------------- | ------------ | --------- |
| Avstralija (ARIA)         | 2x platinast | 140,000   |
| Nova Zelandija (RMNZ)     | Platinast    | 15,000    |
| ZDA (RIAA)                | 3x platinast | 1,658,000 |
| Združeno kraljestvo (BPI) | Srebrn       | 60,000    |